# Episinus chikunii
Episinus chikunii är en spindelart som beskrevs av Yoshida 1985. Episinus chikunii ingår i släktet Episinus och familjen klotspindlar. Inga underarter finns listade i Catalogue of Life.